# شی آیهوا
شی آیهوا (انگلیسی: Xi Aihua؛ زادهٔ ۲۷ ژانویهٔ ۱۹۸۲) قایقران روئینگ سابق اهل چین است. از افتخارات وی میتوان به کسب طلا مدال روئینگ چهار نفره دوپارو در بازی‌های المپیک تابستانی ۲۰۰۸ اشاره کرد.